# Екатеринбургский завод

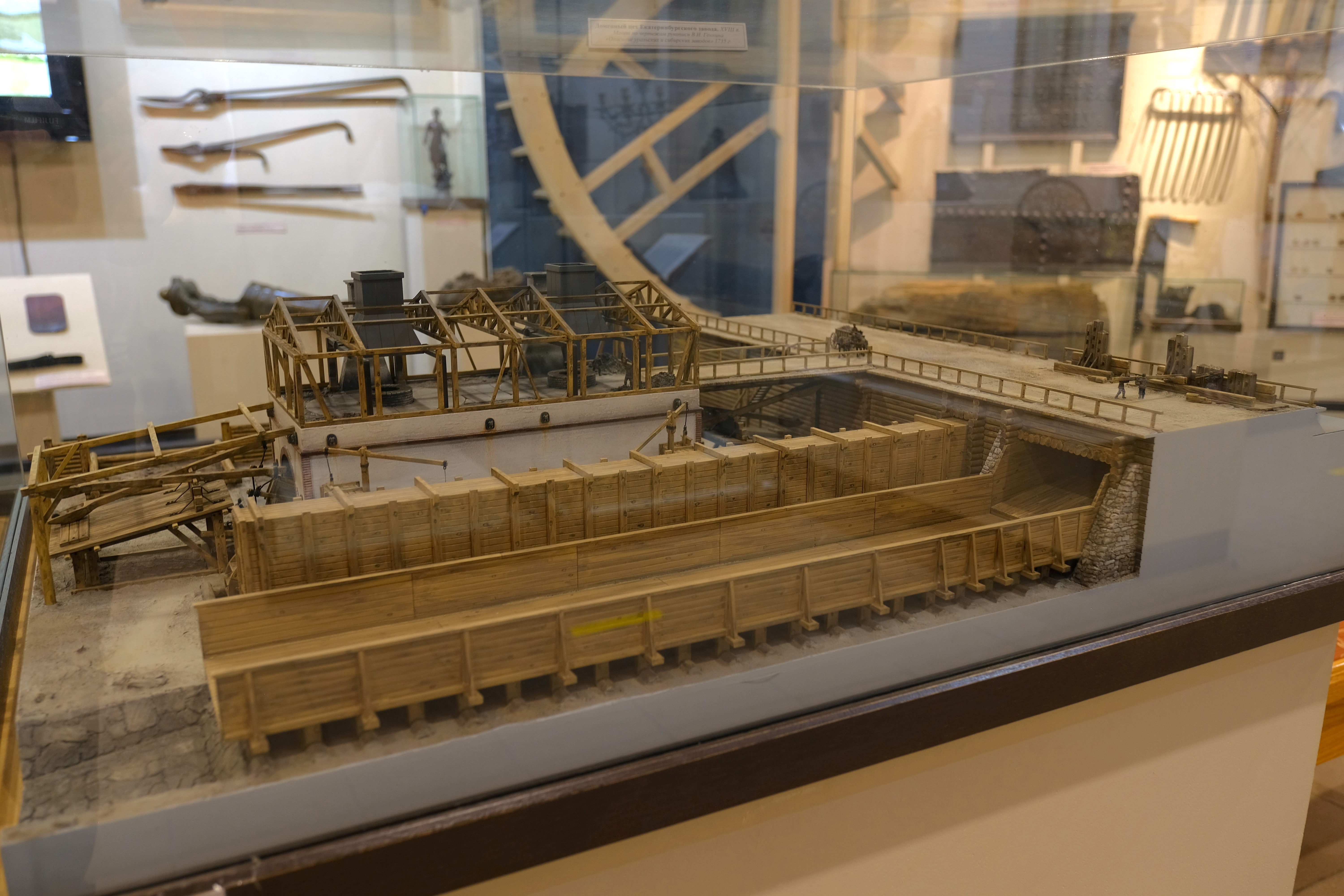
Макет доменного цеха в Музее истории и археологии Урала

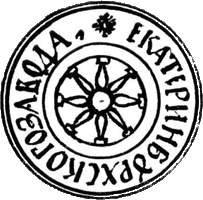
Печать Екатеринбургского завода

Екатеринбу́ргский заво́д — исторический чугуноплавильный, железоделательный, медеплавильный и механический завод в Екатеринбурге, основанный российским государством и действовавший в 1723—1808 годах. Для создания завода на реке Исеть была сооружена плотина, с появлением которой тесно связана история основания города, местность вокруг плотины сейчас является его историческим центром, по обоим берегам ниже плотины разбит Исторический сквер. После закрытия железоделательного завода на его территории действовал Монетный двор и механическая фабрика.

## История создания
30 декабря 1720 года на Уктусский завод прибыл Василий Татищев, а 2 января 1721 года В. Татищев, убедившись в маломощности построенной плотины Уктусского завода, принял решение о переносе завода на новое место. Выбор места для строительства нового завода на реке Исети, вверх по течению, в 6 верстах от Уктусского завода, был присмотрен заводским управителем Уктусского завода Т. М. Бурцевым и пленными шведскими офицерами — бомбардиром И. Щульцем и ротмистром П. Шенстремом, а также плотинным мастерами И. Мелентьевым и Ф. Михайловым, подмастерьем С. Черепановым, рудным мастером Р. Бабиным. При строительстве первоначальное название имел Исетский завод. Но уже с июля 1723 года именовался Екатеринбургским заводом.
6 февраля 1721 года В. Татищев подал прошение о строительстве на реке Исеть чугуноплавильного и железоделательного завода с 4 доменными печами и 40 кричными молотами, затем проектная мощность будущего завода была снижена. В марте 1721 года приписанные крестьяне Уктусского завода стали расчищать площадку для завода, рубить срубы для жилья, начался набор вольных людей на плотницкие и другие работы. 23 мая 1721 года Берг-коллегия отвергла строительство нового завода, а августе 1722 года В. Татищев был отстранён от дел и отозван в Петербург, а вместо него был назначен Вильгельм Генин, который, ознакомившись с проектом на месте, 17 декабря 1722 года подал прощение в Берг-коллегию возобновить строительство завода на реке Исеть, а 17 февраля 1723 года представил проект нового завода.
В 1723 году на берегу реки Исеть возобновилось строительство завода. К строительству были привлечены иностранные специалисты, прибывшее вместе с В. Г. Гениным, мастера и подмастерья Олонецкого завода, 58 мастеров с Демидовских заводов, 97 мастеров с Каменского завода, мастера с Тобольска и с Алапаевского завода. 27 февраля 1723 года на строительство прибыл батальон капитана Я. Кралевича, а 25 марта 1723 года второй батальон майора И. Бриксгаузена и заключённые. 3 марта 1723 года началось возведение казарм для солдат, 12 марта 1723 года была заложена Екатеринбургская крепость с крепостном валом, рвом и бастионом. В апреле 1723 года началось сооружение заводской плотины, а в мае 1723 года началась кладка доменных печей. Стройкой руководили помощники Геннина, артиллерийские кондукторы Н. Г. Клеопин и К. А. Гордеев, приписными крестьянами руководил земский комиссар, тобольский дворянин С. К. Неелов. В феврале — мае 1723 года и сентябре — ноябре 1723 года в строительстве принимал участие В. Татищев.
Все производственные и жилые здания, здание Обер-Бергамта, Екатерининская церковь, строились внутри крепости прямоугольной формы с шестью бастионами и четырьмя полубастионами с установленными на них пушками, окружённой земляным валом, рвом, палисадом и рогатками.
7 (18) ноября 1723 года была запущена молотовая фабрика, выкована первая партия полосового железа. 26 ноября (7 декабря) 1723 года, в день святой Екатерины, состоялось торжественное открытие завода. 5 (16) января 1724 года были запущены медеплавильные печи, а в августе 1724 года началась выплавка чугуна.
В 1734 году на правом берегу Исети находились две доменные печи высотой 8,5 метров, железорезная, жестяная, медеплавильная, меднопосудная, меховая по изготовлению мехов для литья, молотовая с кричными горнами и молотами, рудообжигательная, за ними — заводская контора, рудная лаборатория, архив и тюрьма; на левом берегу — дощатая по производству железных досок, колотушечная по изготовлению «колотушечных» молотов, лудильная, вторая молотовая (кричная), проволочная, стальная, укладная по выпуску уклада, якорная, кузница, пильная (лесопильная) и мукомольная мельницы, за ними — заводской госпиталь.
При заводе была открыта горнозаводская школа на 50 учащихся.
В 1737 году на заводе случился пожар. С 1737 года завод, остановив домны, стал получать чугун с Верх-Исетского завода, а с 1758 года с Каменского завода.
В 1735 году на базе монетного производства был выделен Монетный двор, который в 1769 году вместе с медным производством и цехом были переданы Монетной экспедиции. В 1738 году на базе камнерезного производства была основана камнерезная мастерская, которая в 1765 году была передана Екатеринбургской гранильной фабрики под ведение Экспедиции изыскания цветных камней. В 1766 году два золотопромывальных цеха завода переданы Горной экспедиции золотых производств. В 1769 году на заводе было остановлено медеплавильное производство. В 1800—1805 годах на базе производства завода была основана механическая мастерская Л. Ф. Сабакина (Екатеринбургская механическая казённая фабрика).
В 1808 году Екатеринбургский завод был закрыт, а цеха и оборудование перепрофилированы под нужды Екатеринбургского монетного двора.
Сегодня на месте заводских цехов располагается Исторический сквер, а в нём Музей архитектуры и промышленной техники Урала, Екатеринбургский музей изобразительных искусств, Водонапорная башня и городская плотина.

## Оборудование завода
С марта 1723 года по 11 сентября 1723 года была возведена плотина длиной в 211,1 метров, шириной 42,7 метров, высотой в 6,4 метра, пруд длиной в 3 версты, с вешняком и двумя рабочими прорезами, позднее она была досыпана и облицована бутовым камнем. В 1726 году выше по течению на 2,5 версты возведена запасная плотина, образовавшая Верх-Исетский пруд. Были построены две доменные печи, молотовая фабрика, укладная фабрика и стальная фабрика, медеплавильная фабрика, медеочистительная фабрика и другие производственные помещения.
В 1724 году были запущены две доменные печи, 14 кричных молотов, досчатая, плющильная, укладная, стальная, якорная, проволочная, гвоздильная фабрики, машины для сверления пушек, резательные станки, подъёмная машина для подачи шихты в домны, две медеплавильные фабрики с медеплавильными и медеочистительными печами, лаборатория, прочие подсобные цеха и мастерские, мукомольная и лесопильная мельницы.
В 1726 году был запущен Монетный («Платный») двор, который изготавливал квадратные медные монеты — «платы» (плиты, пластины), а с 1728 года изготовлялись медные кружки для последующей чеканки на Монетном дворе в Москве. Были запущены в 1726 году камнерезное производство, в 1727 году — колотушечная фабрика, в 1728 году — меднопосудная фабрика, в 1729 году — жестяная и прорезная фабрика, колокололитейная фабрика, в 1733 году — кузнечная фабрика.
В 1730-х годах завод имел 50 верхнебойных водяных колёс, 22 молота, 107 воздуходувных мехов, 10 проволочных станов, пушечно-сверлильный, прокатный и резной станы, пильную мельницу, плотина выдавала энергомощности на 250—500 л. с.
В 1790-х годах были запущены 5 кричных молотов (вместо двух), ненадолго было возобновлено медное производство.
По данным пермского берг-инспектора П. Е. Томилова, в январе 1808 года Екатеринбургский завод имел плотину, обложенную с обеих сторон бутовым камнем, длиной в 221,9 метра, шириной по основанию 78,9 метра, по верху — 53,3 метра, высотой в 8,5 метра. На правом берегу каменная кричная фабрика с 11 горнами и 10 молотами, запускаемые 13 боевыми и 2 меховыми водяными колёсами, которая «немецким способом» ковала полосовое железо по 40-50 тысяч пудов в год. В этом же цеху располагалось бездействующее медеплавильное оборудование (6 медеплавильных печей, шплейзофенный и штыковой горны). На левом берегу у плотины в каменном цехе была расположена гранильная и шлифовальная фабрика, лесопильная мельница. В другом каменном цехе находилась резная фабрика для изготовления гвоздей, плющильная фабрика для изготовления колёсного и обручного железа, кузница, две золотопромывальные фабрики (две толчеи и 16 пестов, действующие от двух водяных колёс, и промывочная золотоносных песков).

### Заводская плотина

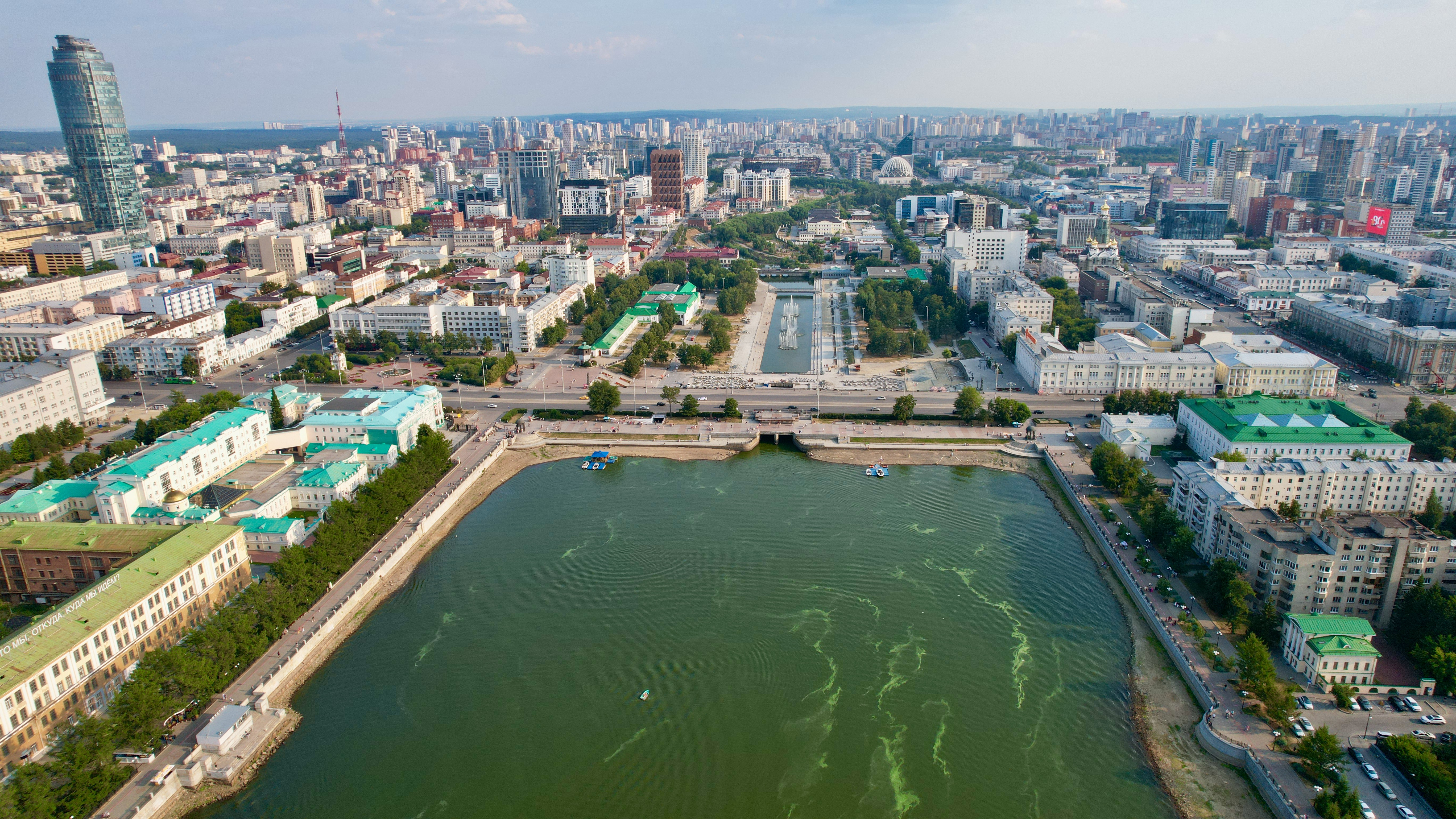
Вид с высоты на пруд и плотину

До настоящего времени от Екатеринбургского завода сохранилась заводская плотина, которая была возведена из бревенчатого сруба, набитого камнем и отборной глиной, имела центральный и два боковых рабочих прореза, к которым были подведены два деревянных водовода, идущих к колёсам. Плотину спроектировал плотинной мастер Невьянского завода Л. С. Злобин. В 1830-е годы плотина была расширена по проекту М. П. Малахова, а в 1886 году на ней был разбит сквер и установлены бюсты Петра I и Екатерины I (в 1917 году бюсты были сброшены в Городской пруд). 11 марта 1958 года был установлен бюст П. П. Бажова. В 1972—1973 годах плотина по проекту Ю. П. Сердюкова была снова расширена и облицована гранитом, на подпорной стенке были размещены барельефы, а по краям размещены скульптуры, символизирующие умения уральских металлургов. В 1998 году из бокового прореза был сделан проход из нижней террасы Исторического сквера на верхнюю площадку.

### Госпиталь Екатеринбургского завода

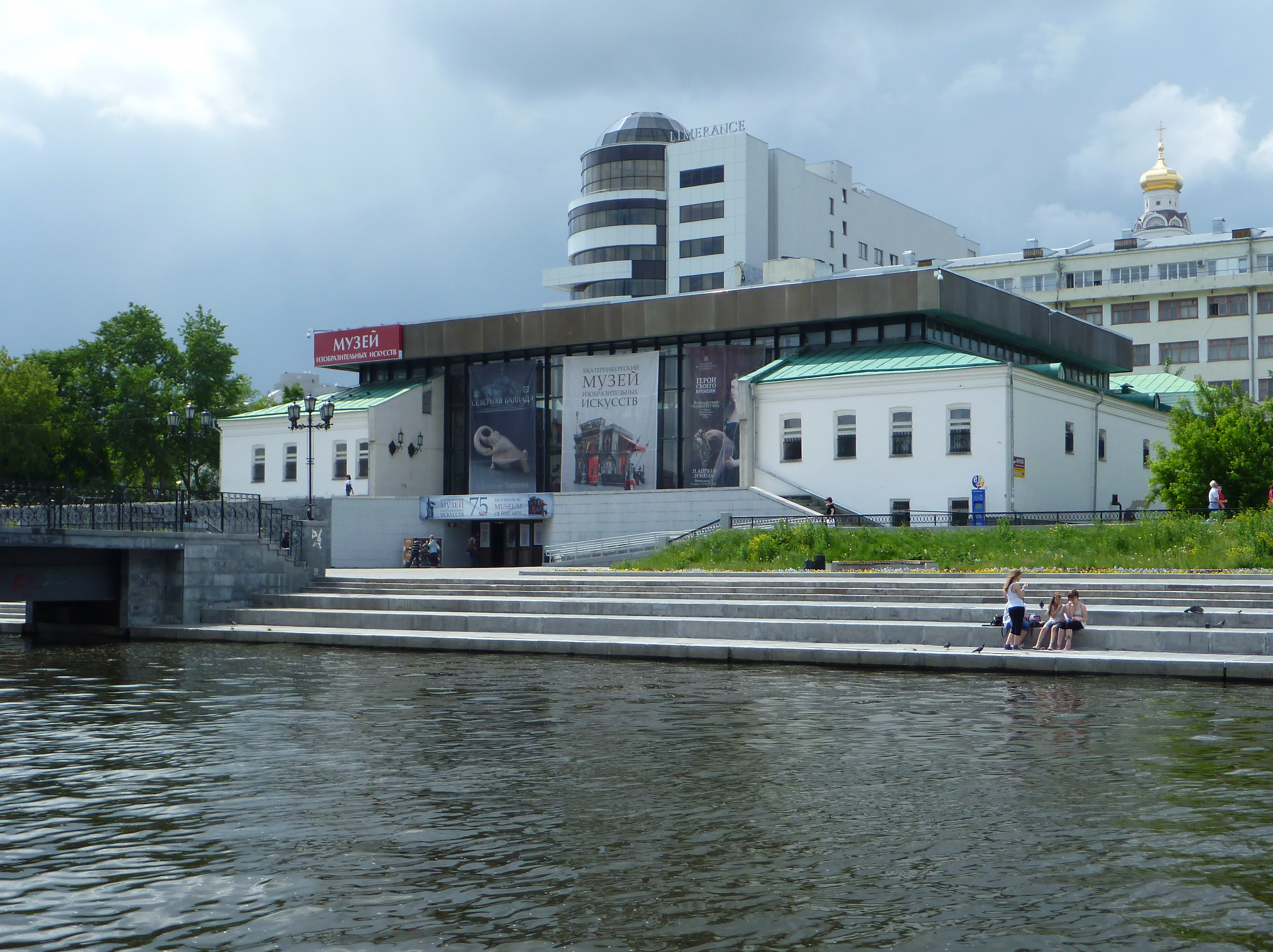
Здание госпиталя Екатеринбургского завода (ул. Воеводина, 5)

Также до наших дней дошло здание госпиталя (богадельни) Екатеринбургского завода, расположенное по адресу улица Воеводина, 5. Каменный госпиталь состоит из четырёх корпусов (северо-восточный, северо-западный, южный, юго-западный), формирующих внутренних двор. В северо-восточном корпусе размещался сам госпиталь, в северо-западном — монетная экспедиция, в южной части — аптека, в юго-западной — пробирная лаборатория и меховая. Был также заводской острог. В 1749 году в здание впервые проходило городское театрализованное представление.
Между двух северных фасадов корпусов был расположен четырёхколонный портик с треугольным фронтоном, оформляющих вход, но в связи с реконструкцией в 1830-х годах с корпусов была удалена высокая барочная кровля, а входы и проезды получили новое оформление. В здании имеется пять входов (два с восточной стороны, два с северной и один с южной). В 1867 году по решению городского и мещанского обществ в здании была учреждена богадельня (приют для престарелых без родственников). В 1895 году на втором этаже западной части располагалась Никольская домовая церковь, а в 1899 году по проекту архитектора Ю. О. Дютеля над церковью была возведена звонница. В настоящий момент в здании располагается Екатеринбургский музей изобразительных искусств.

## Численность персонала
В 1734 году численность заводских работников составляла 611 человек (233 — крепостных мастеровых, 215 — ссыльных, 146 — рекрутов с воинской службы, 3 — вольнонаёмных, 14 — иностранных специалистов и приписных крестьян) и 5174 приписных государственных крестьян, которые выполняли вспомогательные работы. В 1797 году численность завода снизилась до 267 мастеровых.